# 77ª Mostra internazionale d'arte cinematografica di Venezia

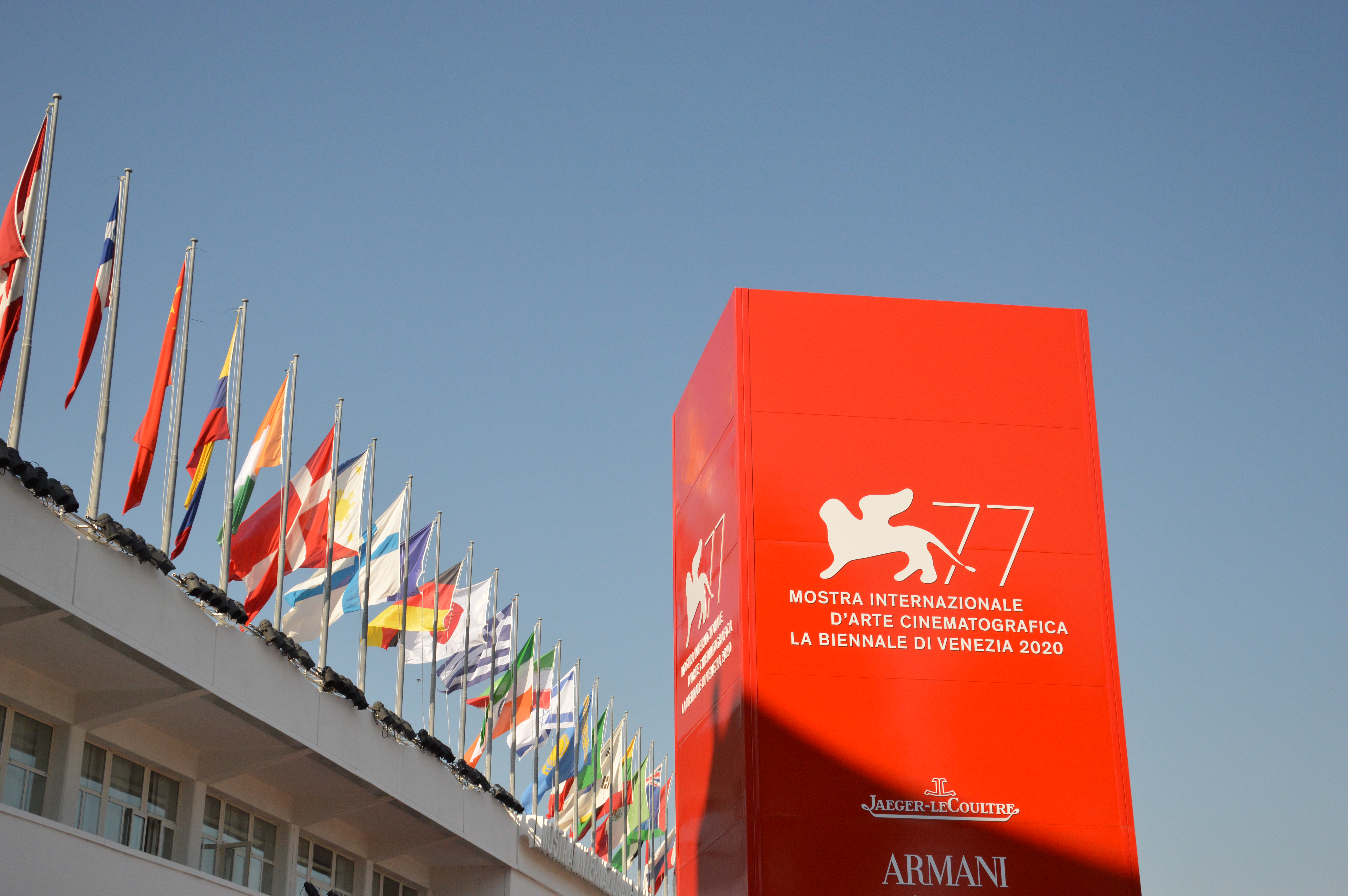
Il Palazzo del Cinema di Venezia durante la Mostra.

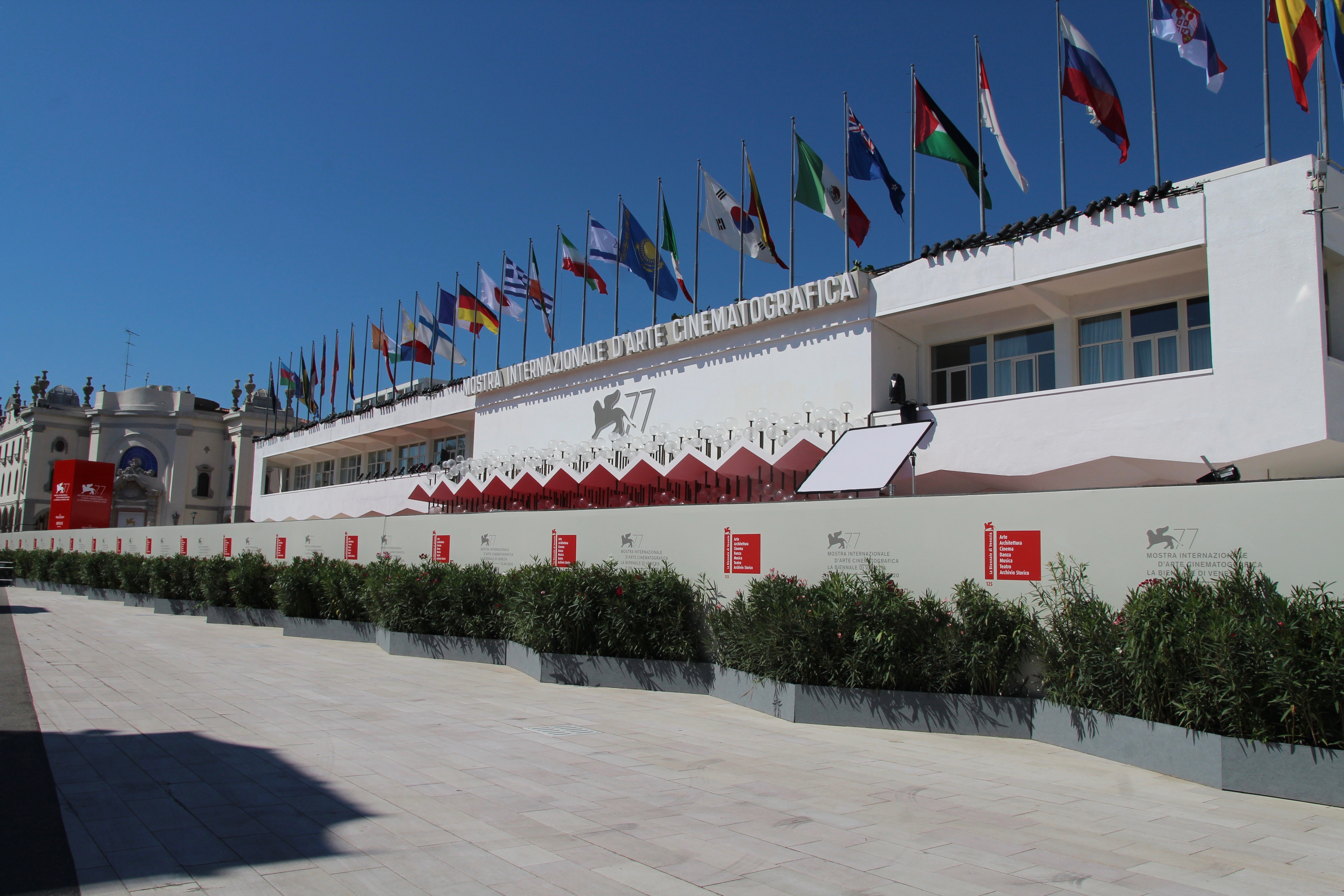
Una barriera innalzata in ottemperanza alle norme di sicurezza blocca il red carpet davanti al Palazzo del Cinema.

La 77ª edizione della Mostra internazionale d'arte cinematografica si è svolta a Venezia dal 2 al 12 settembre 2020, diretta da Alberto Barbera e organizzata dalla Biennale presieduta da Roberto Cicutto. A causa della pandemia di COVID-19 in Italia e nel mondo, la sezione Sconfini non ha avuto luogo, mentre la sezione Venezia Classici si è tenuta a Bologna al festival Il Cinema Ritrovato dal 25 al 31 agosto 2020. Il film d'apertura è stato Lacci di Daniele Luchetti, mentre Lasciami andare di Stefano Mordini è stato quello di chiusura.
La giuria internazionale del concorso, presieduta dall'attrice australiana Cate Blanchett, ha assegnato il Leone d'oro al miglior film allo statunitense Nomadland di Chloé Zhao. L'attrice italiana Anna Foglietta ha presentato le cerimonia d'apertura e di chiusura della manifestazione.

## Giurie

### Concorso principale

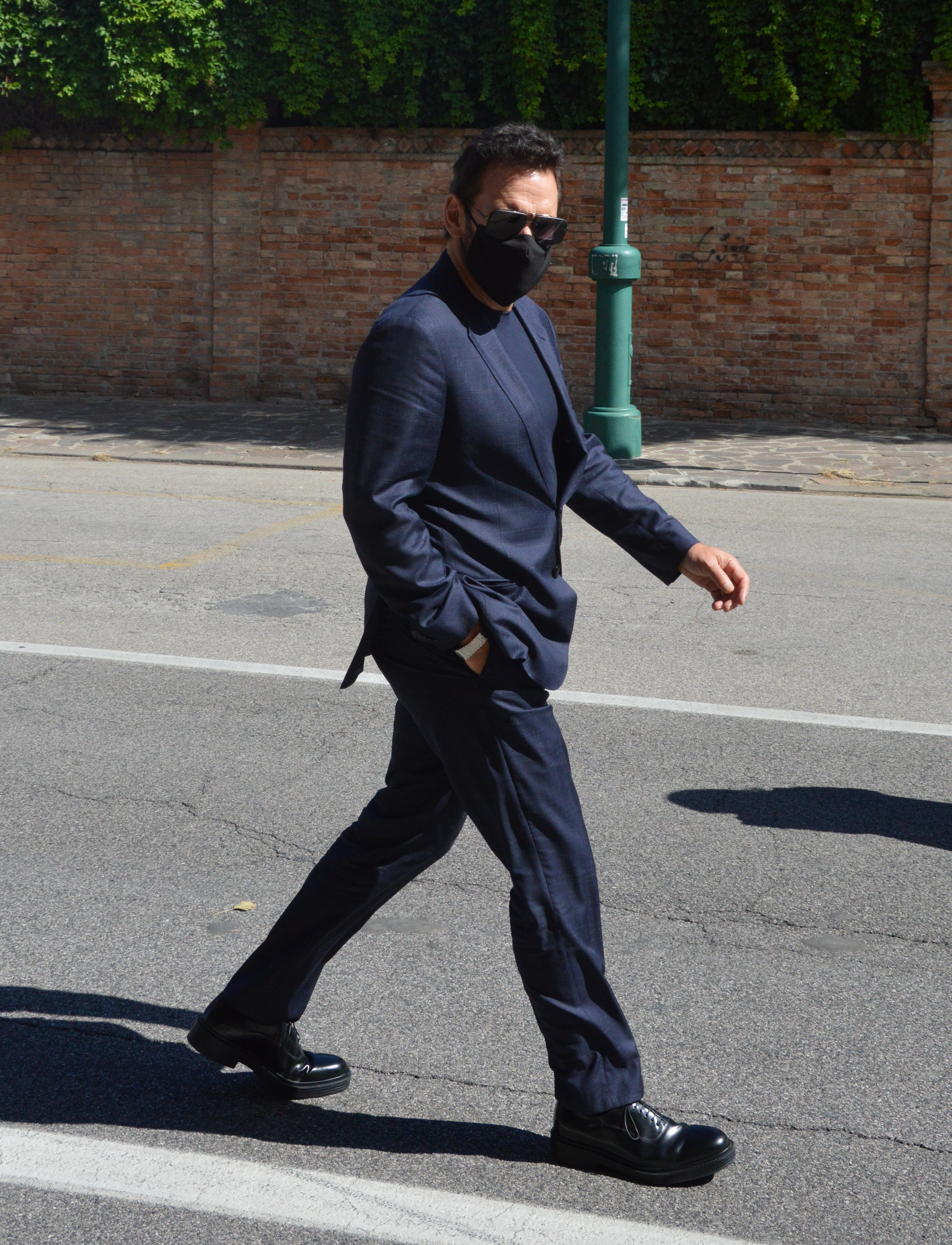
Matt Dillon, uno dei membri della giuria

- Cate Blanchett, attrice (Australia) - Presidente di Giuria[5]
- Matt Dillon, attore (Stati Uniti d'America)[8]
- Veronika Franz, regista (Austria)
- Joanna Hogg, regista (Regno Unito)
- Nicola Lagioia, scrittore (Italia)
- Christian Petzold, regista (Germania)
- Ludivine Sagnier, attrice (Francia)

### Orizzonti
- Claire Denis, regista (Francia) - Presidentessa di Giuria
- Oskar Alegria, regista (Spagna)
- Francesca Comencini, regista (Italia)
- Katriel Schori, produttore cinematografico (Israele)
- Christine Vachon, produttrice cinematografica (Stati Uniti d'America)

### Venezia Opera Prima - Luigi De Laurentiis
- Claudio Giovannesi, regista (Italia) - Presidente di Giuria
- Rémi Bonhomme, direttore artistico del Festival international du film de Marrakech (Francia)
- Dora Bouchoucha, produttrice cinematografica (Tunisia)

### Venice Virtual Reality
- Céline Tricart, regista (Stati Uniti d'America) - Presidentessa di Giuria
- Asif Kapadia, regista (Regno Unito)
- Hideo Kojima, autore di videogiochi (Giappone)

## Sezioni principali

### In concorso
- Amanti (Amants), regia di Nicole Garcia (Francia)
- The Disciple, regia di Chaitanya Tamhane (India)
- Dorogie tovarišči, regia di Andrej Končalovskij (Russia)
- E domani il mondo intero (Und morgen die ganze Welt), regia di Julia von Heinz (Germania, Francia)
- Figli del sole (Khoršid), regia di Majid Majidi (Iran)
- Laila in Haifa, regia di Amos Gitai (Israele, Francia)
- Miss Marx, regia di Susanna Nicchiarelli (Italia, Belgio)
- Il mondo che verrà (The World to Come), regia di Mona Fastvold (Stati Uniti d'America)
- Nomadland, regia di Chloé Zhao (Stati Uniti d'America)
- Non cadrà più la neve (Śniegu już nigdy nie będzie), regia di Małgorzata Szumowska e Michał Englert (Polonia, Germania)
- Notturno, regia di Gianfranco Rosi (Italia, Francia, Germania)
- Nuevo orden, regia di Michel Franco (Messico, Francia)
- Padrenostro, regia di Claudio Noce (Italia)
- Pieces of a Woman, regia di Kornél Mundruczó (Stati Uniti d'America, Canada)
- Quo vadis, Aida?, regia di Jasmila Žbanić (Bosnia ed Erzegovina, Romania, Austria, Paesi Bassi, Germania, Polonia, Francia, Norvegia, Turchia)
- Səpələnmiş ölümlər arasında, regia di Hilal Baydarov (Azerbaigian, Messico, Stati Uniti d'America)
- Le sorelle Macaluso, regia di Emma Dante (Italia)
- Spy no tsuma, regia di Kiyoshi Kurosawa (Giappone)

### Fuori concorso

#### Fiction

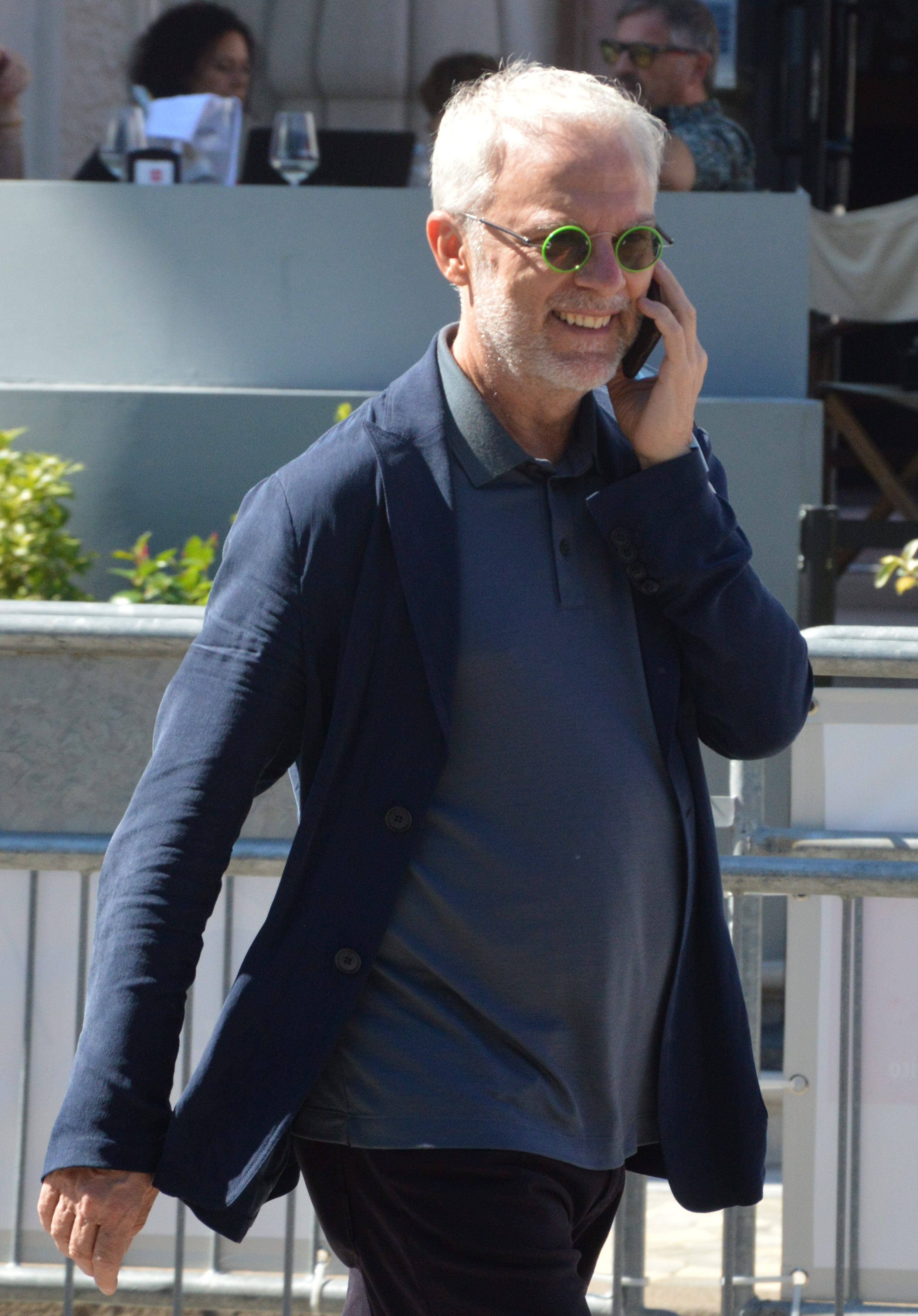
Daniele Luchetti, regista del film d'apertura Lacci

- Assandira, regia di Salvatore Mereu (Italia)
- The Duke, regia di Roger Michell (Regno Unito)
- Dì yī lú xiāng, regia di Ann Hui (Cina)
- The Human Voice, regia di Pedro Almodóvar – cortometraggio (Spagna)[9]
- Lacci, regia di Daniele Luchetti (Italia) - film d'apertura[3]
- Lasciami andare, regia di Stefano Mordini (Italia) - film di chiusura[4]
- Mandibules, regia di Quentin Dupieux (Francia, Belgio)
- Mosquito State, regia di Filip Jan Rymsza (Polonia)
- Nag-won-ui bam, regia di Park Hoon-jung (Corea del Sud)
- Quella notte a Miami... (One Night in Miami...), regia di Regina King (Stati Uniti d'America)[9]
- Run Hide Fight, regia di Kyle Rankin (Stati Uniti d'America)[10]

#### Non fiction
- City Hall, regia di Frederick Wiseman (Stati Uniti d'America)
- Crazy, Not Insane, regia di Alex Gibney (Stati Uniti d'America)
- Final Account, regia di Luke Holland (Regno Unito)
- Fiori, fiori, fiori!, regia di Luca Guadagnino – cortometraggio (Italia)[10]
- Greta, regia di Nathan Grossman (Svezia)
- Hopper/Welles, regia di Orson Welles (Stati Uniti d'America)
- Molecole, regia di Andrea Segre (Italia) - film di pre-apertura[11]
- Narciso em férias, regia di Renato Terra e Ricardo Calil (Brasile)
- Paolo Conte, via con me, regia di Giorgio Verdelli (Italia)
- Salvatore: Shoemaker of Dreams, regia di Luca Guadagnino (Italia)
- Sportin' Life, regia di Abel Ferrara (Italia)
- La verità su La dolce vita, regia di Giuseppe Pedersoli (Italia)

#### Proiezioni speciali
- 30 monedas, regia di Álex de la Iglesia – serie TV, episodio 1x01 (Spagna)
- Omelia contadina, regia di Alice Rohrwacher e JR – cortometraggio (Italia)
- Princesse Europe, regia di Camille Lotteau (France)
- Fuoco Sacro , regia di Antonio Maria Castaldo (Italia)

### Orizzonti

#### Lungometraggi
- Allons enfants (La Troisième Guerre), regia di Giovanni Aloi (Francia)
- Apples (Mīla), regia di Chrīstos Nikou (Grecia, Polonia, Slovenia) - film d'apertura della sezione
- Bùzhǐ bùxiū, regia di Wang Jing (Cina)
- Dašt-e khāmuš, regia di Ahmad Bahrami (Iran)
- The Furnace, regia di Roderick MacKay (Australia)
- Gaza mon amour, regia di Tarzan e Arab Nasser (Palestina, Francia, Germania, Qatar)
- Guerra e pace, regia di Massimo D'Anolfi e Martina Parenti (Italia, Svizzera)
- Jenāyat-e bi deqqat, regia di Shahram Mokri (Iran)
- Lahi, hayop, regia di Lav Diaz (Filippine)
- Listen, regia di Ana Rocha de Sousa (Regno Unito, Portogallo)
- Nessuno di speciale (Mainstream), regia di Gia Coppola (Stati Uniti d'America)
- Meel patthar, regia di Ivan Ayr (India)
- Nowhere Special, regia di Uberto Pasolini (Italia, Romania, Regno Unito)
- La Nuit des rois, regia di Philippe Lacôte (Costa d'Avorio, Francia, Canada)
- I predatori, regia di Pietro Castellitto (Italia)
- Sary mysyq, regia di Ádilhan Erjanov (Kazakistan, Francia)
- Selva trágica, regia di Yulene Olaizola (Messico, Francia, Colombia)
- L'uomo che vendette la sua pelle (The Man Who Sold His Skin), regia di Kaouther Ben Hania (Tunisia, Francia, Germania, Belgio, Svezia, Turchia, Cipro)
- Zanka Contact, regia di Ismaël El Iraki (Francia, Marocco, Belgio)

#### Cortometraggi in concorso
- Anita, regia di Sushma Khadepaun (Stati Uniti d'America)
- Being My Mom, regia di Jasmine Trinca (Italia)
- Entre tú y milagros, regia di Mariana Saffon (Colombia, Stati Uniti d'America)
- À fleur de peau, regia di Meriem Mesraoua (Qatar, Algeria, Francia)
- Mây nhưng không mưa, regia di Nghĩa Vũ Minh (Vietnam)
- Miegamasis rajonas, regia di Vytautas Katkus (Lituania)
- Nattåget, regia di Jerry Carlsson (Svezia)
- The Shift, regia di Laura Carreira (Regno Unito)
- Sogni al campo, regia di Magda Guidi (Italia, Francia)
- Das Spiel, regia di Roman Hodel (Svizzera)
- Was wahrscheinlich passiert wäre, wäre ich nicht zuhause geblieben, regia di Willy Hans (Germania)
- Workshop, regia di Judah Finnigan (Nuova Zelanda)

#### Cortometraggi fuori concorso
- The Return Of Tragedy, regia di Bertrand Mandico (Francia)
- Sì, regia di Luca Ferri (Italia)

### Venezia Classici

#### Restauri cinematografici
- Claudine, regia di John Berry (Stati Uniti d'America, 1974)
- Cronaca di un amore, regia di Michelangelo Antonioni (Italia, 1950)
- Fine stagione (Utószezon), regia di Zoltán Fábri (Ungheria, 1966)
- Partitura incompiuta per pianola meccanica (Neokončennaja pyesa dlja mechaničeskogo pianino), regia di Nikita Sergeevič Michalkov (Unione Sovietica, 1977)
- Quei bravi ragazzi (Goodfellas), regia di Martin Scorsese (Stati Uniti d'America, 1990)
- La ragazza (Den muso), regia di Souleymane Cissé (Mali, 1975)
- Sedotta e abbandonata, regia di Pietro Germi (Italia, 1964)
- I senza nome (Le Cercle rouge), regia di Jean-Pierre Melville (Francia, 1970)
- Serpico, regia di Sidney Lumet (Stati Uniti d'America, 1973)
- Sono innocente (You Only Live Once), regia di Fritz Lang (Stati Uniti d'America, 1937)
- Ultima cena (La última cena), regia di Tomás Gutiérrez Alea (Cuba, 1976)
- L'uomo del riksciò (Muhōmatsu no isshō), regia di Hiroshi Inagaki (Giappone, 1958)
- La vendetta è mia (Fukushū suru wa ware ni ari), regia di Shōhei Imamura (Giappone, 1979)

## Sezioni autonome e parallele

### Settimana internazionale della critica

#### In concorso
- 50 o dos ballenas se encuentran en la playa, regia di Jorge Cuchi (Messico)
- Bad Roads - Le strade del Donbass (Pohani dorohy), regia di Natalija Vorožbyt (Ucraina)
- Hayaletler, regia di Azra Deniz Okyay (Turchia)
- Non odiare, regia di Mauro Mancini (Italia, Polonia)
- Shorta, regia di Anders Ølholm e Frederik Louis Hviid (Danimarca)
- Topside, regia di Celine Held e Logan George (Stati Uniti d'America)
- Tvano nebus, regia di Marat Sargsyan (Lituania)

#### Fuori concorso
- The Book of Vision, regia di Carlo S. Hintermann (Italia, Regno Unito, Belgio) - film d'apertura[12]
- The Rossellinis, regia di Alessandro Rossellini (Italia, Lettonia) - film di chiusura[13]

### Giornate degli Autori

#### In concorso
- 200 metri (200 ʾamtār), regia di Ameen Nayfeh (Palestina, Giordania, Italia, Svezia)
- Cigare au miel, regia di Kamir Aïnouz (Francia, Algeria) - film d'apertura[14]
- Kitoboy, regia di Filipp Juryev (Russia)
- Konferencija, regia di Ivan I. Tverdovskij (Russia, Estonia, Italia, Regno Unito)
- Mama hé qītiān de shíjiān, regia di Li Dongmei (Cina)
- Oaza, regia di Ivan Ikić (Serbia, Slovenia, Paesi Bassi, Bosnia ed Erzegovina)
- Preparativi per stare insieme per un periodo indefinito di tempo (Felkészülés meghatározatlan ideig tartó együttlétre), regia di Lili Horvát (Ungheria)
- Residue, regia di Merawi Gerima (Stati Uniti d'America)
- Spaccapietre, regia di Gianluca e Massimiliano De Serio (Italia, Francia, Belgio)
- Tengo miedo torero, regia di Rodrigo Sepúlveda (Cile, Argentina, Messico)

#### Fuori concorso
- Saint-Narcisse, regia di Bruce LaBruce (Canada) - film di chiusura[14]

#### Eventi speciali
- Extraliscio - Punk da balera, regia di Elisabetta Sgarbi (Italia)
- Guida romantica a posti perduti, regia di Giorgia Farina (Italia)
- Das Neue Evangelium, regia di Milo Rau (Germania, Svizzera, Italia)
- Samp, regia di Flavia Mastrella e Antonio Rezza (Italia)

#### Miu Miu Women's Tales
- #19 Nightwalk, regia di Małgorzata Szumowska – cortometraggio (Italia, Polonia)
- #20 In my room, regia di Mati Diop – cortometraggio (Francia)

#### Notti veneziane
- 50 - Santarcangelo Festival, regia di Michele Mellara e Alessandro Rossi (Italia)
- Agalma, regia di Doriana Monaco (Italia)
- En ce moment, regia di Serena Vittorini (Italia)
- Est - Dittatura Last Minute, regia di Antonio Pisu (Italia)
- iSola, regia di Elisa Fuksas (Italia)
- James, regia di Andrea Della Monica (Italia)
- Nilde Iotti, il tempo delle donne, regia di Peter Marcias (Italia)
- Solitaire, regia di Edoardo Natoli – cortometraggio (Italia)
- To the Moon, regia di Tadhg O'Sullivan (Irlanda)

## Premi

### Premi della selezione ufficiale
- Leone d'oro al miglior film: Nomadland, regia di Chloé Zhao
- Leone d'argento - Gran premio della giuria: Nuevo orden, regia di Michel Franco
- Leone d'argento per la miglior regia: Kiyoshi Kurosawa per Spy no tsuma
- Coppa Volpi per la migliore interpretazione femminile: Vanessa Kirby per Pieces of a Woman
- Coppa Volpi per la migliore interpretazione maschile: Pierfrancesco Favino per Padrenostro
- Premio Osella per la migliore sceneggiatura: Chaitanya Tamhane per The Disciple
- Premio speciale della giuria: Dorogie tovarišči, regia di Andrej Končalovskij
- Premio Marcello Mastroianni ad un attore o attrice emergente: Rouhollah Zamani per Figli del sole (Khoršid)

### Orizzonti
- Premio Orizzonti per il miglior film: Dašt-e khāmuš, regia di Ahmad Bahrami
- Premio Orizzonti per la miglior regia: Lav Diaz per Lahi, hayop
- Premio speciale della giuria: Listen, regia di Ana Rocha de Sousa
- Premio Orizzonti per la miglior interpretazione femminile: Khansa Batma per Zanka Contact
- Premio Orizzonti per la miglior interpretazione maschile: Yahya Mahayni per 'L'uomo che vendette la sua pelle (The Man Who Sold His Skin)
- Premio Orizzonti per la miglior sceneggiatura: Pietro Castellitto per I predatori
- Premio Orizzonti per il miglior cortometraggio: Entre tú y milagros, regia di Mariana Saffon

### Leone del futuro - Premio opera prima "Luigi De Laurentiis"
- Listen, regia di Ana Rocha de Sousa

### Venice Virtual Reality
- Premio miglior VR: The Hangman at Home: An Immersive Single User Experience, regia di Michelle e Uri Kranot
- Premio migliore esperienza VR (per contenuto interattivo): Finding Pandora X, regia di Kiira Benzing
- Premio migliore storia VR (per contenuto lineare): Sha si da ming xing, regia di Fan Fan

### Premi collaterali[15]
- Arca CinemaGiovani:
  - Miglior film: Pieces of a Woman, regia di Kornél Mundruczó
  - Miglior film italiano: Notturno, regia di Gianfranco Rosi
- Premio Brian: Quo vadis, Aida?, regia di Jasmila Žbanić
- Fundacion Casa Wabi - Mantarraya Award: Ana Rocha de Sousa
- Premio per l'inclusione Edipo Re: L'uomo che vendette la sua pelle (The Man Who Sold His Skin), regia di Kaouther Ben Hania
- Green Drop Award: Notturno, regia di Gianfranco Rosi[16]
- Premio Fondazione FAI Natura Ambiente: Dašt-e khāmuš, regia di Ahmad Bahrami
  - Menzione speciale sul tema dell'ambiente: Non cadrà più la neve (Śniegu już nigdy nie będzie), regia di Małgorzata Szumowska e Michał Englert ex aequo con Kitoboy, regia di Filipp Juryev
  - Menzione speciale sul tema del lavoro: Dorogie tovarišči, regia di Andrej Končalovskij
- Premio Fanheart3:
  - Graffetta d'oro al miglior film: Saint-Narcisse, regia di Bruce LaBruce
  - Nave d'argento alla migliore OTP: Abigail/Tally per Il mondo che verrà (The World to Come), regia di Mona Fastvold
  - VR Fan Experience: Baba Yaga, regia di Eric Darnell e Mathias Chelebourg
    - Menzione speciale: The Metamovie Presents: Alien in the Walls, regia di Jason Moore
- Premio FEDIC: Miss Marx, regia di Susanna Nicchiarelli
  - Menzione speciale: Assandira, regia di Salvatore Mereu
  - Menzione speciale per il miglior cortometraggio: Finis terrae, regia di Tommaso Frangini
- Premio FIPRESCI: 
  - Concorso: The Disciple, regia di Chaitanya Tamhane
  - Orizzonti e sezioni parallele: Dašt-e khāmuš, regia di Ahmad Bahrami
- Premio Pasinetti: Le sorelle Macaluso, regia di Emma Dante
  - Premio per la miglior interpretazione femminile: l'intero cast de Le sorelle Macaluso
  - Premio per la miglior interpretazione maschile: Alessandro Gassmann per Non odiare
- Premio GdA Director's Award (Giornate degli Autori): Kitoboy, regia di Filipp Juryev
- Premio Label Europa Cinema (Giornate degli Autori): Oaza, regia di Ivan Ikić
- Premio del Pubblico BNL (Gruppo BNP Paribas) (Giornate degli Autori): 200 metri (200 ʾamtār), regia di Ameen Nayfeh
- Premio Lanterna Magica: Figli del sole (Khoršid), regia di Majid Majidi
- Leoncino d'oro Agiscuola: Nuevo orden, regia di Michel Franco
  - Segnalazione Cinema For Unicef: Notturno, regia di Gianfranco Rosi
- Premio Lizzani: Le sorelle Macaluso, regia di Emma Dante
- Premio NuovoImaie Talent Award: 
  - Miglior attore esordiente: Luka Zunic per Non odiare
  - Miglior attrice esordiente: Eleonora De Luca per Le sorelle Macaluso e Padrenostro
- Premio La Pellicola d'Oro:
  - Miglior direttore di produzione: Cristian Peritore per Le sorelle Macaluso
  - Miglior sarta di scena: Paola Seghetti per Miss Marx
  - Miglior capo macchinista: Raffaele Alletto per Padrenostro
- Queer Lion: Il mondo che verrà (The World to Come), regia di Mona Fastvold[17]
- Premio RB Casting: Linda Caridi per Lacci
- Gran Premio Settimana internazionale della critica: Hayaletler, regia di Azra Deniz Okyay
- Premio Circolo del Cinema di Verona (Settimana internazionale della critica): Bad Roads - Le strade del Donbass (Pohani dorohy), regia di Natalija Vorožbyt
- Premio Mario Serandrei - Hotel Saturnia & International per il miglior contributo tecnico (Settimana internazionale della critica): Topside, regia di Celine Held e Logan George
- Premio al miglior cortometraggio SIC@SIC 2019 (Settimana internazionale della critica): J'ador, regia di Simone Bozzelli
- Premio alla miglior regia SIC@SIC 2019 (Settimana internazionale della critica): Le mosche, regia di Edgardo Pistone
- Premio al miglior contributo tecnico SIC@SIC 2019 (Settimana internazionale della critica): Gas Station, regia di Olga Torrico
- Premio SIGNIS: Quo vadis, Aida?, regia di Jasmila Žbanić
  - Menzione speciale : Nomadland, regia di Chloé Zhao
- Premio di critica sociale "Sorriso diverso Venezia 2020": 
  - Miglior film straniero: Listen, regia di Ana Rocha de Sousa ex aequo con Selva tragíca, regia di Yulene Olaizola
  - Miglior film italiano: Non odiare, regia di Mauro Mancini ex aequo con Notturno, regia di Gianfranco Rosi
- Premio Soundtrack Stars: Gatto Ciliegia contro il Grande Freddo per Miss Marx
  - Premio alla carriera: Giorgio Moroder
  - Premio speciale Musica&Cinema: Diodato
- Premio UNIMED (Unione delle Università del Mediterraneo): Quo vadis, Aida?, regia di Jasmila Žbanić
- Premio Fair Play al Cinema - Vivere da Sportivi: Nomadland, regia di Chloé Zhao
  - Menzione speciale: City Hall, regia di Frederick Wiseman
- Premio Campari Passion for Film: Terence Blanchard[18]

### Premi alla carriera
- Leone d'oro alla carriera: Ann Hui e Tilda Swinton[19]
- Premio Jaeger-LeCoultre Glory to the Filmmaker: Abel Ferrara[20]